# Rhinochimaera pacifica
Rhinochimaera pacifica är en broskfiskart som först beskrevs av Mitsukuri 1895.  Rhinochimaera pacifica ingår i släktet Rhinochimaera och familjen Rhinochimaeridae. IUCN kategoriserar arten globalt som livskraftig. Inga underarter finns listade i Catalogue of Life.
Denna helhuvudfisk blir vanligen 65 cm lång och den maximala längden är 130 cm. Vanligen är honor större än hannar.
Arten är främst känd från västra Stilla havet från Japan till Nya Zeeland samt från angränsande bihav. Ett fynd registrerades vid Peru. Rhinochimaera pacifica vistas i regioner som är 190 till 1290 meter djupa.
Könsmognaden infaller när individerna är omkring 50cm långa. Honor lägger ägg.